# Xian de Yanchi
Le xian de Yanchi (盐池县 ; pinyin : Yánchí Xiàn) est un district administratif de la région autonome du Ningxia en Chine. Il est placé sous la juridiction de la ville-préfecture de Wuzhong.

## Démographie
La population du district était de 152 213 habitants en 1999.